# Pteromalus flavicornis
Pteromalus flavicornis är en stekelart som först beskrevs av Girault och Alan Parkhurst Dodd 1915.  Pteromalus flavicornis ingår i släktet Pteromalus och familjen puppglanssteklar. Inga underarter finns listade i Catalogue of Life.